# 957
957 (CMLVII) var ett normalår som började en torsdag i den julianska kalendern.

## Händelser

### Okänt datum
- I Japan slutar Tenryakuperioden och Tentokuperioden börjar.

## Födda
- Erik Håkonsson, jarl över Norge 1000–1012 under den danske kungen Sven Tveskägg

## Avlidna
- 6 september – Liudolf, hertig av Schwaben